# Гвиана (департамент Франции)
Гвиа́на (фр. Guyane [ɡɥijan]; часто — Францу́зская Гвиа́на; Guyane française) — крупнейший заморский регион и одновременно заморский департамент Франции, расположенный на северо-востоке Южной Америки. Административный центр — город Кайенна.
Граничит на западе с Суринамом, на юге и востоке с Бразилией, на севере и северо-востоке омывается Атлантическим океаном.

## Этимология
Официальное название — Гвиана (Guyane), уточнение «Французская» восходит к тем временам, когда существовало пять колоний под названием «Гвиана»: испанская (ныне венесуэльские штаты Амасонас, Боливар и Дельта-Амакуро), британская (ныне Гайана), нидерландская (ныне Суринам), португальская (ныне бразильский штат Амапа) и французская.

## География Французской Гвианы
Побережье Гвианы — низменное и болотистое, тянется полосой шириной примерно 20 км вдоль всего берега Атлантического океана, занимая около 6 % площади территории.
Вся остальная часть Гвианы — лесистое плоскогорье, с высотами, достигающими 850 м.
Климат субэкваториальный, с почти постоянными температурами, от 25 до 28 °C. Количество осадков составляет 2500—4000 мм в год.

## История
Гвиана была открыта испанцами в 1499 году, однако не привлекла их интереса. В 1604 году в Гвиане поселились первые французские колонисты. В XVII—XVIII веках этой территорией неоднократно пытались завладеть голландцы и англичане. К 1696 году около 600 французов населяли остров Кайенну и его окрестности. Период голландской оккупации (1654—1663) способствовал появлению культуры сахарного тростника, а вместе с ней и первых рабов, так что в 1685 году их было не менее полутора тысяч. Окончательно власть Франции над Гвианой утвердилась в 1817 году.
С конца XVII века французы развивают в Гвиане плантационное хозяйство. Поскольку индейцы отказывались работать на плантациях, французы стали завозить негров-рабов из Африки. К 1740 году население колонии достигало 5290 жителей, из них 566 белых, 54 вольноотпущенников, 4 634 рабов. Индейское население численно превосходило, насчитывая около 8 тыс. жителей, но было оттеснено на окраинные территории.
В конце 10-х — начале 20-х годов XIX века была предпринята попытка создания чайных плантаций в местечке Кав, для чего сюда прибыли 27 китайцев. Управляющим плантациями должен был стать молодой китайский торговец Кан Гао, личность которого возбудила во Франции значительный интерес («Кан Гао, китаец из Кайенны» — картина Пьера-Луи Делаваля). Эксперимент завершился неудачей, а Кан Гао умер в пути, когда возвращался в Азию.
Середина XIX века ознаменовалась для Французской Гвианы тремя важными событиями: отменой рабства (в 1848), превращением территории в место ссылки (с 1852), открытием месторождений золота (в 1855).
Отмена рабства привела к острой нехватке рабочей силы в плантационном хозяйстве, что вынудило власти Франции прибегнуть к политике поощрения иммиграции. Во второй половине XIX и в начале XX веков население колонии увеличивалось в основном за счёт иммиграции креолов с французских Антильских островов и завербованных для работы на плантациях индийцев и китайцев.
Открытие во Французской Гвиане месторождений золота привлекло туда тысячи людей. В разгар «золотой лихорадки» в джунглях Французской Гвианы работало до 40 тысяч старателей, большинство из которых погибло от болезней, змей, диких зверей и других трудностей.
По правительственному декрету с 1852 года Французская Гвиана стала местом ссылки «неугодных политических элементов». Первыми ссыльными были участники французской революции 1848 года. Всего с 1852 по 1939 год было сослано около 70 тысяч человек. После Второй мировой войны Французская Гвиана перестала быть местом ссылки.
Одновременно с золотой лихорадкой разразились территориальные споры Франции с Нидерландами (Территориальный спор между Францией и Нидерландами в Гвиане) и Бразилией (Франко-бразильский территориальный спор). Некоторое время на спорных территориях в обстановке безвластия и анархии существовала и самопровозглашённая республика Кунани.
В 1930—1946 годах внутренние регионы Гвианы были выделены в отдельную колонию — Инини.
С 19 марта 1946 года Французская Гвиана стала заморским департаментом Франции.

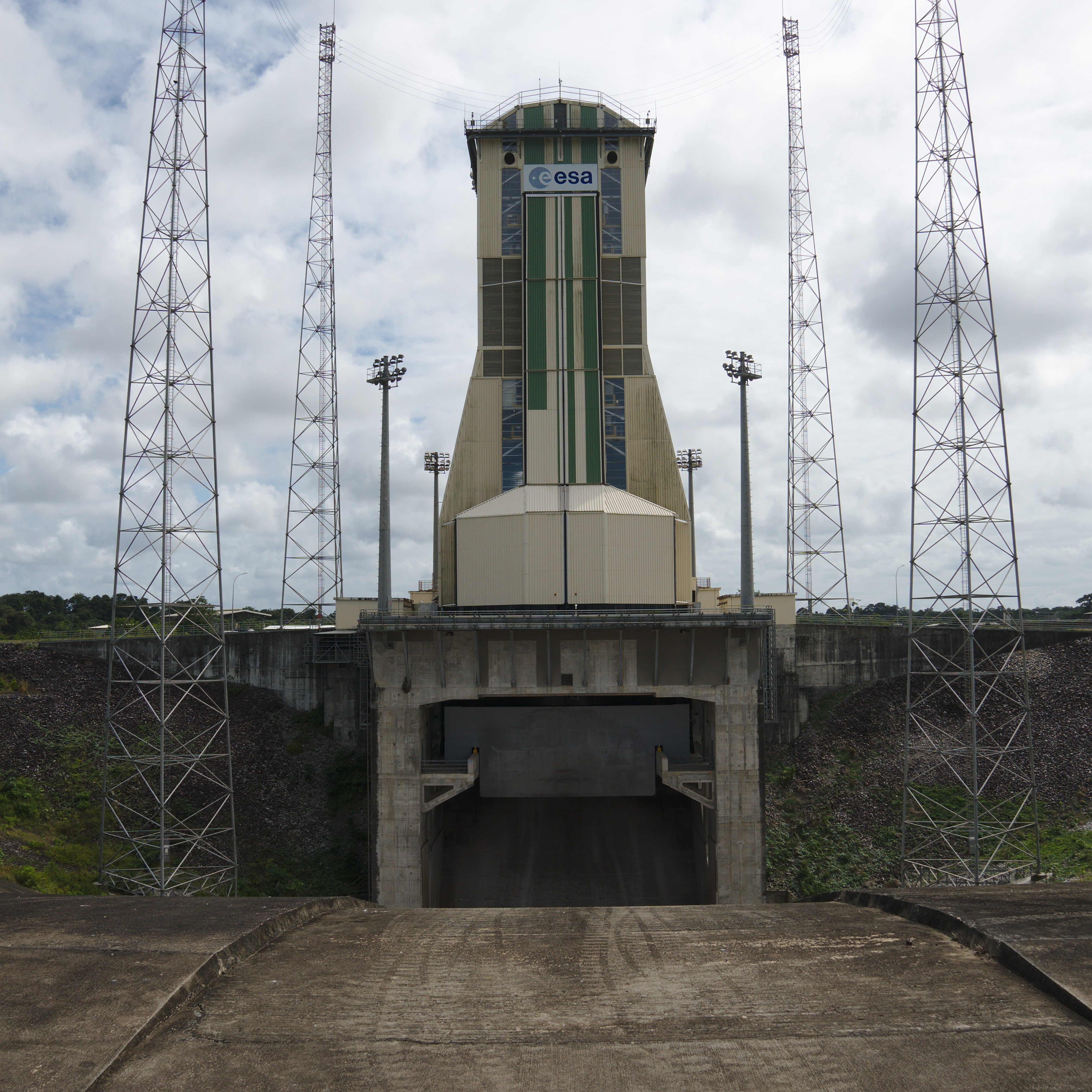
Стартовая площадка РН «Союз»

В 1964 году Гвиана, благодаря близости к экватору, была выбрана Францией как место строительства космодрома Куру. Для его охраны там размещён 3-й пехотный полк Иностранного легиона.

## Политическое устройство
Французский президент назначает префекта, который осуществляет управление департаментом.
Жители Гвианы избирают двух депутатов Национального собрания — парламента Франции и одного сенатора.
На местном уровне управления — Генеральный совет (19 членов) и Региональный совет (34 члена), избираемые населением Французской Гвианы.
Основные политические партии:
- Гвианская социалистическая партия (PCG), основана в 1956, лидер — М. К. Вердан, близка к французской Соцпартии и РЛП;
- Гвианские демократические силы (FDG), основана в 1989, лидер — Ж. Отили, близка к «Современным левым»;
- Движение за деколонизацию и социальную эмансипацию, основано в 1991, лидер — Ф. Канави, крайне левая партия за независимость;
- Валвари, основана в 1993, лидер — К. Тобира, близка к РЛП;
- Гвианское демократическое действие (ADG), лидер — А. Леканте;
- Объединение в поддержку республики (RPR), местные отделения;
- Союз политических партий Франции за французскую демократию (UDF).

## Административное деление

Административная карта Французской Гвианы

Французская Гвиана разделена на 3 округа, которые состоят из 22 коммун:
| Коммуны (Русск.)          | Коммуны (Франц.)           | Площадь, км² | Население, чел. (2011) | Плотность, чел./км² |
| ------------------------- | -------------------------- | ------------ | ---------------------- | ------------------- |
| Округ Сен-Лоран-дю-Марони |                            |              |                        |                     |
| Авала-Ялимапо             | Awala-Yalimapo             | 187,4        | 1305                   | 6,96                |
| Мана                      | Mana                       | 6333         | 9081                   | 1,43                |
| Сен-Лоран-дю-Марони       | Saint-Laurent-du-Maroni    | 4830         | 40 462                 | 8,38                |
| Апату                     | Apatou                     | 2020         | 6975                   | 3,45                |
| Гран-Санти                | Grand-Santi                | 2123         | 5526                   | 2,60                |
| Папаиштон                 | Papaïchton                 | 2628         | 5860                   | 2,23                |
| Саюль                     | Saül                       | 4475         | 153                    | 0,03                |
| Марипасула                | Maripasoula                | 18 360       | 9487                   | 0,52                |
| Округ Сен-Жорж            |                            |              |                        |                     |
| Камопи                    | Camopi                     | 10 030       | 1645                   | 0,16                |
| Сен-Жорж-де-Луапок        | Saint-Georges-de-l’Oyapock | 2320         | 3946                   | 1,70                |
| Уанари                    | Ouanary                    | 1080         | 109                    | 0,10                |
| Режина                    | Régina                     | 12 130       | 904                    | 0,07                |
| Округ Кайенна             |                            |              |                        |                     |
| Рура                      | Roura                      | 3903         | 2609                   | 0,67                |
| Сен-Эли                   | Saint-Élie                 | 5680         | 420                    | 0,07                |
| Иракубо                   | Iracoubo                   | 2762         | 1943                   | 0,70                |
| Синнамари                 | Sinnamary                  | 1340         | 3165                   | 2,36                |
| Куру                      | Kourou                     | 2160         | 25 260                 | 11,69               |
| Макурия                   | Macouria                   | 378          | 9995                   | 26,44               |
| Монсинери-Тоннегранд      | Montsinéry-Tonnegrande     | 737          | 2346                   | 3,18                |
| Матури                    | Matoury                    | 137          | 29 235                 | 213,39              |
| Кайенна                   | Cayenne                    | 23,6         | 57 229                 | 2424,96             |
| Ремир-Монжоли             | Rémire-Montjoly            | 46           | 19 894                 | 432,48              |
| Всего                     |                            | 83 683       | 237 549                | 2,84                |

## Население и вероисповедание
Темпы прироста населения Французской Гвианы — самые высокие в Южной Америке, а среди французских владений уступают только Майотте.
Быстрый рост населения — за 40 лет в 4 раза (281 612 чел. — 2018 год) объясняется высоким естественным приростом (среднее количество детей на женщину — 3,5, естественный прирост — 23 %) значительной иммиграцией (7 %), в основном из заморских владений Франции, Гаити и Бразилии. Рождаемость — 21,7 чел. на 1000 чел. населения, смертность — 4,8, детская смертность — 13,2 чел. на 1000 новорождённых (2002). Средняя продолжительность жизни — 76,5 года, в том числе женщин — 80, мужчин — 73 (2002). Возрастная структура: 0—14 лет — 30,2 %, 15—64 года — 64,2 %, 65 лет и старше — 5,6 %. Мужчин — 96,5 тыс. чел., женщин — 85,8 тыс. чел. За пределами Франции и колоний родились 8,8 % (2002). Грамотного населения старше 15 лет — 83 %.
Этнический состав населения: до 70 % — чернокожие и мулаты (включая переселенцев из Гаити, Суринама, островов Вест-Индии), 12 % — европейцы (в основном французы, а также португальцы), 3 % индейцы, 10 % — бразильцы и 5 % — потомки выходцев из различных стран Азии (Китая, Индии, Лаоса, Вьетнама и Ливана). Официальная религия — католицизм, лишь незначительная часть населения исповедует индуизм и вуду.
Около 48 % — католики, 15 % — протестанты, Свидетели Иеговы — 3,7 % (1 % — возвещатели), 1,3 % — иудеи и 4,5 % — мусульмане.
Население сконцентрировано в узкой прибрежной полосе; внутренние районы почти безлюдны.

## Языки
Официальным языком Французской Гвианы является французский, а также существует ряд других местных разговорных языков. В региональные языки включены гвианский креольский язык, 6 америндских языков (аравакские языки, ваямпи, ваяна, карибский язык, паликур, эмериллон), 4 марунских диалекта (алуку, ндьюка, парамакканский, сарамака), а также хмонг-нджуа. Другими разговорными языками являются английский, гаитянский креольский, голландский, испанский, португальский, хакка.

## Природные ресурсы и экономика
Запасы золота, бокситов, нефти, ниобия, тантала. Добываются только бокситы, а также в небольших количествах — тантал и золото (старателями-индивидуалами). Кроме того, в Гвиане есть слабо исследованные месторождения меди, серебра, платины, марганца, алмазов, урана.
Более 90 % территории покрыто лесом (в том числе ценных пород — красное, розовое, тиковое, мускатное, мора и др.).
Важную экономическую роль в стране играет деятельность Национального центра Франции по космическим исследованиям, находящегося на Атлантическом побережье, в районе Куру. Производство электроэнергии составляет в среднем 450 млн кВт⋅ч (2000).
Выращивается сахарный тростник, почти весь идущий на производство рома. Кроме того, культивируются бананы, цитрусовые, маниока, рис. Животноводство развито слабо.
Промысел креветок у побережья.
Основные экспортные товары — золото, лесоматериалы, ром, креветки.
Валюта — Евро (EUR, код 978).

## Образование
В Гвиане расположен Университет Французской Гвианы.